# Hauptstadtfrage der Bundesrepublik Deutschland
Die Hauptstadtfrage der Bundesrepublik Deutschland war die 1948/49 nötig gewordene Suche nach einem Regierungssitz des westdeutschen Teilstaats. Der Begriff „Hauptstadt“ wurde bewusst vermieden und der vorläufige Charakter durch den Begriff „Regierungssitz“ unterstrichen; dennoch wurde das Problem meist als Hauptstadtfrage bezeichnet. Bei der Hauptstadt sollte es sich um ein Provisorium handeln, was in der Präambel des Grundgesetzes für die Bundesrepublik Deutschland deutlich zum Ausdruck kam. Der deutsche Staatsrechtler und Politiker Adolf Süsterhenn (CDU) betonte später, dass von allen Parteien „mit Recht der fragmentarische, der provisorische Charakter dieses von uns zu schaffenden Gebildes mit unerhörter Schärfe und Deutlichkeit herausgestellt und betont“ worden sei.
Den offiziellen Titel Bundeshauptstadt trug Bonn erstmals im Bonn-Vertrag von 1970, welcher die Förderung Bonns aus dem Bundeshaushalt regelte.

## Frankfurt oder Bonn
Die alte Reichshauptstadt Berlin kam wegen des Viermächtestatus rechtlich nicht in Frage und war außerdem wegen der „Insellage“ West-Berlins innerhalb der Sowjetischen Besatzungszone und der Deutschen Demokratischen Republik unzweckmäßig. Deshalb musste eine andere Stadt gefunden werden. Zunächst bewarben sich zwei westdeutsche Städte, Bonn und Frankfurt am Main.
Bonn wurde stark durch die britische Militärregierung unterstützt, während Frankfurt am Main aufgrund der (großdeutschen) Frankfurter Nationalversammlung geschätzt wurde; außerdem beherbergte sie den Wirtschaftsrat des Vereinigten Wirtschaftsgebietes und wichtige Dienststellen der amerikanischen Militärregierung.
Am 27. Oktober 1948 konnte Hermann Wandersleb dem Ältestenrat die Vorzüge Bonns erläutern. Am 5. November 1948 warben Vertreter der Hessischen Landesregierung und der Stadt Frankfurt für ihre Alternative. General Walter M. Robertson sprach sich gegenüber Konrad Adenauer noch am 18. November 1948 für Frankfurt als Sitz der Bundesorgane aus. Einige Tage später erläuterte Adenauer dem amerikanischen Berater Robert Murphy die Vorzüge Bonns: Als linksrheinische Stadt würde es den fortbestehenden Plänen der Vierten Französischen Republik entgegenwirken, die Grenzen der Länder neu zu ziehen. Sie zielten auf eine „besondere Regelung für das linke Rheinufer“, das als Rheinstaat gegenüber dem Donaustaat (Bayern) und dem Elbestaat (Norddeutschland / Hamburg) abgetrennt werden sollte.

### Neue Kandidaten
Als auch Kassel und Stuttgart ihre Kandidaturen angemeldet hatten, wurde am 27. Januar 1949 die Kommission zur Prüfung der Angaben der Städte Bonn, Frankfurt a.M., Kassel und Stuttgart betr. vorläufiger Sitz des Bundes gebildet. Ihre Mitglieder waren Konrad Adenauer (CDU), Johannes Brockmann (Zentrum), Paul de Chapeaurouge (CDU), Otto Heinrich Greve (SPD), Wilhelm Heile (DP), Karl Sigmund Mayr (CSU), Hermann Schäfer (FDP) und Fritz Hoch (SPD), der Anfang März 1949 durch Friedrich Wolff (SPD) abgelöst wurde.
Nachdem die Kommission die vier Städte vom 3. bis 9. Februar 1949 besichtigt hatte, wurde es wieder still um die Hauptstadtfrage. Erst als am 3. März 1949 im Ältestenrat die Frage aufgeworfen wurde, ob der Parlamentarische Rat überhaupt entscheidungsbefugt sei, drängte Franz Josef Strauß (CSU) auf eine Entscheidung; denn sonst wäre die Bundesrepublik wie „eine Dame ohne Unterleib“. In das Grundgesetz sollte die Entscheidung über den Bundessitz wenigstens nicht aufgenommen werden, weil bei einer späteren Verlegung eine Grundgesetzänderung nötig würde. Die Kommission schloss ihre Arbeit im März 1949 mit einem neutralen Bericht ab und wies die Entscheidung (ohne Votum) an den Parlamentarischen Rat zurück.
Aufgrund der zu starken Kriegszerstörungen und seiner exponierten Lage unweit der Innerdeutschen Grenze schied Kassel als möglicher Regierungssitz aus. Stuttgart scheiterte in erster Linie an seinen finanziellen Problemen: Die Stadt hatte 1948 allein für Mietzahlungen eine Million Deutsche Mark aufzubringen.

### Diskussion im Parlamentarischen Rat

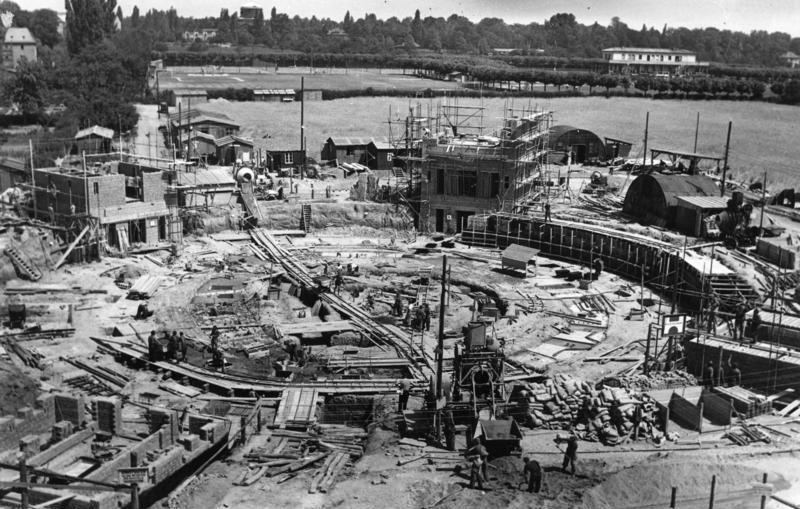
Bau des Plenarsaals in Frankfurt

Frankfurt am Main war Favorit der SPD. Bonn wurde von dem Kölner Adenauer und den meisten Abgeordneten der CDU/CSU-Bundestagsfraktion favorisiert. Bereits am 5. Juli 1948 initiierte Walter Menzel die vorbereitenden Sitzungen des Verfassungskonvents auf Herrenchiemsee im Bonner Museum Koenig und in der Pädagogischen Akademie. Für den Verfassungskonvent kamen Frankfurt, Karlsruhe und Celle als weitere Kandidaten in Betracht.
Noch kurz vor der Abstimmung im Parlamentarischen Rat am 10. Mai 1949 sah es nicht gut aus für Bonn. Die SPD hielt an Frankfurt fest; die hessischen CDU-Abgeordneten waren ebenfalls für ihre heimische „Metropole“. Bei einer geheimen Probeabstimmung der 27-köpfigen Unionsfraktion erhielt Bonn nur 21 von 27 Stimmen. Der Frankfurter Oberbürgermeister Walter Kolb ließ bereits eine Dankesrede bei Radio Frankfurt aufnehmen.

### Benutztes Gerücht
Wenige Stunden vor der Abstimmung präsentierte Konrad Adenauer jedoch den CDU-Abgeordneten eine durch den Deutschen Pressedienst verbreitete „vertrauliche Meldung“. Sie besagte, dass bei einer Vorstandssitzung der SPD in Köln am Vormittag der SPD-Vorsitzende Kurt Schumacher sich darüber erfreut gezeigt habe, dass es eine „sichere Niederlage“ der Konservativen beim Hauptstadtvotum geben werde. Dieses Gerücht reichte für einen Stimmungsumschwung bei den hessischen CDU-Abgeordneten.
Adenauer hatte seinen Abgeordneten allerdings verschwiegen, dass die von ihm verlesene angebliche Agenturmeldung nie veröffentlicht worden war. Der CDU-nahe Journalist Franz Hange hatte die Nachricht gemeinsam mit dem Kollegen Heinrich Böx in den Fernschreiber getippt, sie jedoch nicht an die dpd-Zentrale geschickt. Wohl aber gelangte sie an Adenauer, der sie für seine Zwecke benutzte und damit die von ihm gewünschte Mehrheit für Bonn erzielte.

### Geheime Abstimmung
Zwei Tage nach Verabschiedung des Grundgesetzes, am 10. Mai 1949, stellte MdB Greve im Namen der SPD-Fraktion an das Plenum einen Antrag auf Änderung der Geschäftsordnung. Er wollte einen Paragraphen eingefügt wissen, der entgegen den Gepflogenheiten des Parlamentarischen Rates eine geheime Abstimmung ermöglichen sollte, wenn sie von zehn Abgeordneten beantragt würde. Dem widersprach allein Max Reimann (KPD). Die Parlamentarier hätten vor der Öffentlichkeit die Verantwortung für ihre Arbeit am Grundgesetz übernommen und wollten sich nun in die Anonymität zurückziehen; jeder Abgeordnete solle „frei vor der Öffentlichkeit zeigen, wie er steht“. Bei Ablehnung durch die Kommunistische Partei Deutschlands wurde Greves Antrag angenommen. Die abschließende Plenumsdiskussion ist dokumentiert.

### Bonns Triumph
Mit 33 von 62 gültigen Stimmen in geheimer Abstimmung fiel die Entscheidung für Bonn als „vorläufigen Sitz der Bundesorgane“. Sie war in der Öffentlichkeit mit größter Spannung erwartet worden und fand beim überwiegend Bonner Publikum auf der Tribüne tosenden Beifall – was nach parlamentarischen Gepflogenheiten verpönt war. Auf Frankfurt entfielen 29 Stimmen. Der siegessichere Frankfurter Oberbürgermeister Kolb hatte bereits ein „Regierungsviertel“ an der Bertramstraße ausweisen und – um Fakten zu schaffen – sogar einen Plenarsaal für das Parlament bauen lassen. Das Gebäude (Funkhaus am Dornbusch) beherbergt heute den Hessischen Rundfunk. Offizielle Hauptgründe der Entscheidung gegen Frankfurt war zum einen der Büro- und Wohnraummangel durch die Luftangriffe auf Frankfurt am Main. Zum anderen war es fraglich, ob man die Amerikaner dazu bewegen konnte, ihr militärisches Hauptquartier im I.G.-Farben-Haus zu verlegen, denn der neue Regierungssitz sollte besatzungsfrei sein.
Auf Grund eines Antrags der SPD-Fraktion vom 3. September 1949 erörterte der 1. Deutsche Bundestag am 3. November 1949 erneut die Hauptstadtfrage. Frankfurt unterlag wiederum, mit 176 gegen 200 Stimmen bei drei Enthaltungen. Für Bonn ausschlaggebend waren auch die unzerstörten und repräsentativen Bauten und die von den Alliierten sofort veranlasste Räumung der belgischen Garnison in Duisdorf. In derselben Sitzung wurde auch der Status Berlins als deutsche Hauptstadt mit überwältigender Mehrheit bekräftigt: „Die leitenden Bundesorgane verlegen ihren Sitz in die Hauptstadt Deutschlands, Berlin, sobald allgemeine, freie, gleiche, geheime und direkte Wahlen in ganz Berlin und in der Sowjetischen Besatzungszone durchgeführt sind.“
Gleichzeitig wurde von den alliierten Militärgouverneuren das Statut zur Einsetzung der Hohen Kommissare erlassen, nach welchem die besatzungsfreie Enklave Bonn (sog. „Bundeszone Bonn“) geschaffen und dafür auch aus der britischen Zone herausgenommen wurde. Diese den Hohen Kommissaren direkt unterstellte Sonderzone reichte weiträumig um das Stadtgebiet herum und war dem US-amerikanischen District of Columbia nachempfunden, der ebenfalls keinem Bundesstaat angehört und selbst auch kein solcher ist.

## Bestechungsvorwürfe
Die in diesem Zusammenhang laut gewordenen Korruptionsvorwürfe – zwei Millionen D-Mark sollen an Abgeordnete für eine Stimmabgabe zugunsten Bonns geflossen sein – veröffentlichte das Magazin Der Spiegel in seiner Ausgabe vom 27. September 1950. Er zitierte dabei aus einer Befragung des Abgeordneten Hermann Aumer im Spiegel-Untersuchungsausschuss, der sich von 1950 bis 1951 mit den „Korruptionsvorwürfen im Zusammenhang mit der Hauptstadtfrage Bonn-Frankfurt“ befasste: „Es ist an Abgeordnete aller Fraktionen ein Betrag von insgesamt etwa zwei Millionen DM bezahlt worden. Etwa hundert Abgeordnete seien bestochen worden mit Beträgen zwischen 20.000, 10.000 und 1.000 DM, erklärte Aumer. 20.000 DM für diejenigen, die mitzureden haben, 10.000 DM für diejenigen, die ein Gewicht haben und 1.000 DM für diejenigen, die nur ihre Stimme hergegeben haben.“ Der Ausschuss stellte fest, dass Geld für das Abstimmungsverhalten einzelner Parlamentarier gezahlt wurde. Wie das die Abstimmung tatsächlich beeinflusste, ist nicht bekannt.